# Управление движением камеры
Управление движением камеры, автоматический повтор перемещения камеры, Моушен контрол (англ. Motion Control) — технология комбинированной съёмки с многократной экспозицией, основанная на точном повторении движения съёмочной камеры при помощи роботизированных панорамных головок, операторских кранов и кран-тележек. 

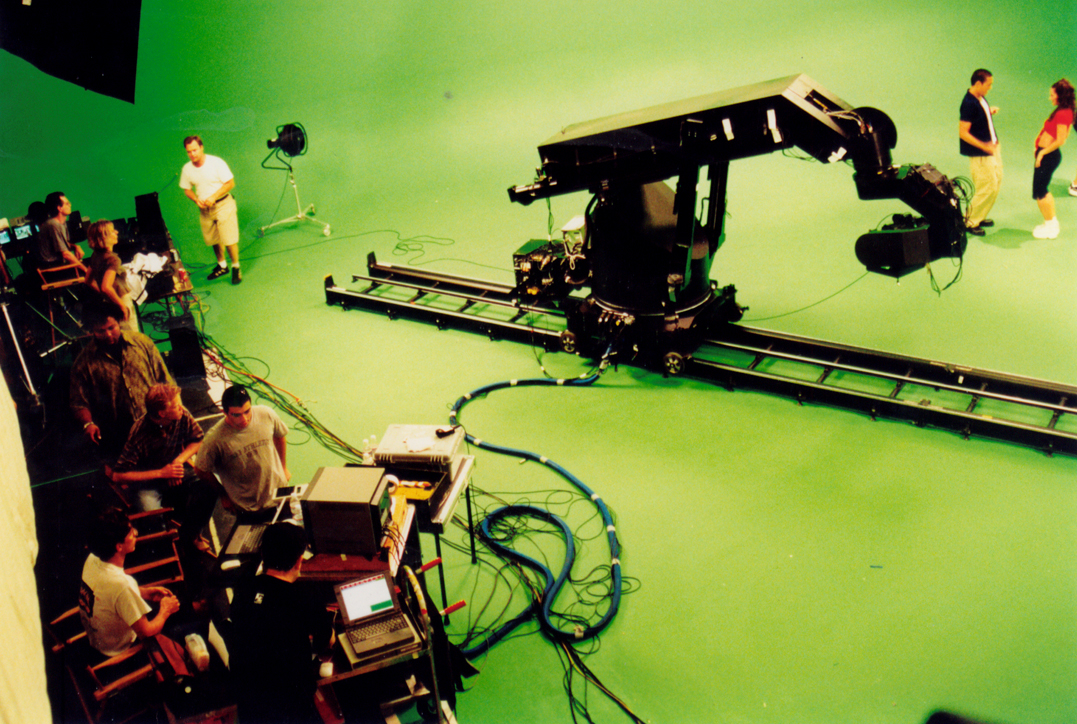
Система управления движением камеры, закреплённой на роботизированной кран-тележке

В отличие от обычных технологий «блуждающей маски» и «хромакей», возможных только при съёмке неподвижной камерой, автоматическое управление перемещением допускает её произвольное движение, а также панорамирование и работу трансфокатора. Это позволяет придавать комбинированным кадрам достоверность, характерную для обычной съёмки.

## Историческая справка
Впервые попытка совместить движущийся объект со снятым отдельно фоном при перемещении камеры была предпринята в 1916 году во время съёмок фильма «Полёт голландца». При этом киносъёмочный аппарат двигался на тележке по рельсам со специальной разметкой. В результате удалось совместить изображение призрака, снятого на ту же киноплёнку заранее, со стеной замка, точно повторив движение камеры во время обеих экспозиций. Дальнейшее развитие технология получила лишь 30 лет спустя, когда инженер кинокомпании MGM Олин Дюпи создал систему, записывающую параметры движений камеры на тонфильм. При съёмке второй экспозиции по методу блуждающей маски перемещения аппарата, происходившие во время первой экспозиции, в точности повторялись приводами тележки и панорамной головки. Система применялась при съёмках нескольких фильмов, в том числе музыкальной картины «Американец в Париже». Комплекс, требующий предварительного программирования движения, был в эти же годы создан компанией Paramount Pictures. Одним из наиболее известных фильмов с повтором движения съёмочной камеры в 1968 году стала «Космическая одиссея 2001 года» Стенли Кубрика. В 1971 году на съёмках фильма «Штамм „Андромеда“» использовалась система, в которой движение камеры записывалось на магнитофон.
Впервые масштабно технология использована в 1975 году при создании первой части киносаги «Звёздные войны». Управляющий компьютер системы «Дайкстрафлекс» (англ. Dykstraflex), разработанной специально для этого фильма, записывал сразу несколько параметров для каждого кадра: скорость движения камеры, её ориентация по трём осям, фокусное расстояние объектива и другие, всего 12 каналов. В память умещалось до 30 секунд движения. В результате удалось создать около 350 комбинированных монтажных кадров, на которых камера панорамировала за «летящими мимо» космическими кораблями на фоне отснятого отдельно звёздного неба. При этом во время съёмки двигались не макеты летательных аппаратов, а камера, закреплённая на кран-тележке, что позволило изготовить модели достаточно большими и повысить достоверность изображения. До сих пор комбинированные кадры снимались неподвижной камерой, дающей статичное изображение, в пределах границ которого двигались макеты. Новая технология привнесла на экран динамику и достоверность, характерные для кинохроники воздушных боёв. Через год установка использована во время создания комбинированных кадров фильма «Близкие контакты третьей степени». В 1978 году создателю системы Джону Дайкстра и двум его соавторам был присуждён «Оскар» за технические достижения.
Дальнейшее развитие технология получила при съёмках продолжения саги: «Империя наносит ответный удар». Для создания комбинированных кадров так же записывались 12 параметров движения камер формата «Виставижн», снимавших отдельно фон и актёров. Совмещение происходило по технологии блуждающей маски при оптической печати дубль-негатива на трюк-машине с двумя парами кинопроекторов этого же формата. Система, получившая название ASEC, предусматривает крепление киносъёмочного аппарата на тележке, установленной на прецизионные неразборные рельсы длиной 20,7 метра. В комплекс входил кинопроектор для фронтпроекции и синий экран размером 11,5×22 метра, установленный на рельсах длиной 61 метр. Любой макет мог быть установлен на штативе с роботизированной головкой, перемещающемся по отдельным рельсам длиной 9 метров. Компьютер обеспечивал точное повторение 12 параметров перемещений перечисленных объектов в режиме съёмки и репетиции. Фокусировка всех объективов при перемещениях происходила автоматически. Система успешно работала при съёмке фильма «Чёрная дыра», а её модификация Vista Flex использовалась в картине «Звёздный путь».

## Современное использование
При цифровых технологиях кинопроизводства использование приёма стало доступнее, поскольку совмещение разных экспозиций происходит по более гибкой системе «Хромакей». Кроме записи движения камеры, её положения и фокусного расстояния зума, современные системы «Моушен контрол» позволяют программировать частоту киносъёмки, угол раскрытия обтюратора и множество других параметров. Распространение операторских кран-тележек и панорамных головок с дистанционным управлением делает технологию доступной большинству кинопродюсеров, и даже видеографов. Роботизированные тележки и панорамные головки с управлением от микропроцессора по заданной программе используются для съёмки видео «Гиперлапс», позволяя пошагово перемещать камеру и панорамировать ей.
Разновидностью приёма можно считать синхронизацию движения разных камер, одновременно снимающих разные части одной и той же сцены. Такой способ комбинированных съёмок был использован при съёмке актёрских диалогов кинотрилогии «Хоббит», чтобы добиться на 3D-изображении разного роста персонажей, роли которых исполняют актёры одинаковой комплекции. Съёмка велась одновременно на двух разных площадках камерами, движение которых синхронизировалось. Окончательное изображение «собирается» компьютером, давая иллюзию большой разницы размеров персонажей без нарушения глубины трёхмерного кадра. Такая технология позволяет более успешно снимать сложные диалоговые сцены, в которых актёры должны взаимодействовать друг с другом. При этом камеры могут свободно двигаться и панорамировать, сохраняя динамику изображения, привычную для современного кино.